# Malagassa mucronata
Malagassa mucronata är en insektsart som beskrevs av Marius Descamps 1965. Malagassa mucronata ingår i släktet Malagassa och familjen Episactidae. Inga underarter finns listade i Catalogue of Life.